# St. Johannis (Leopoldshall)

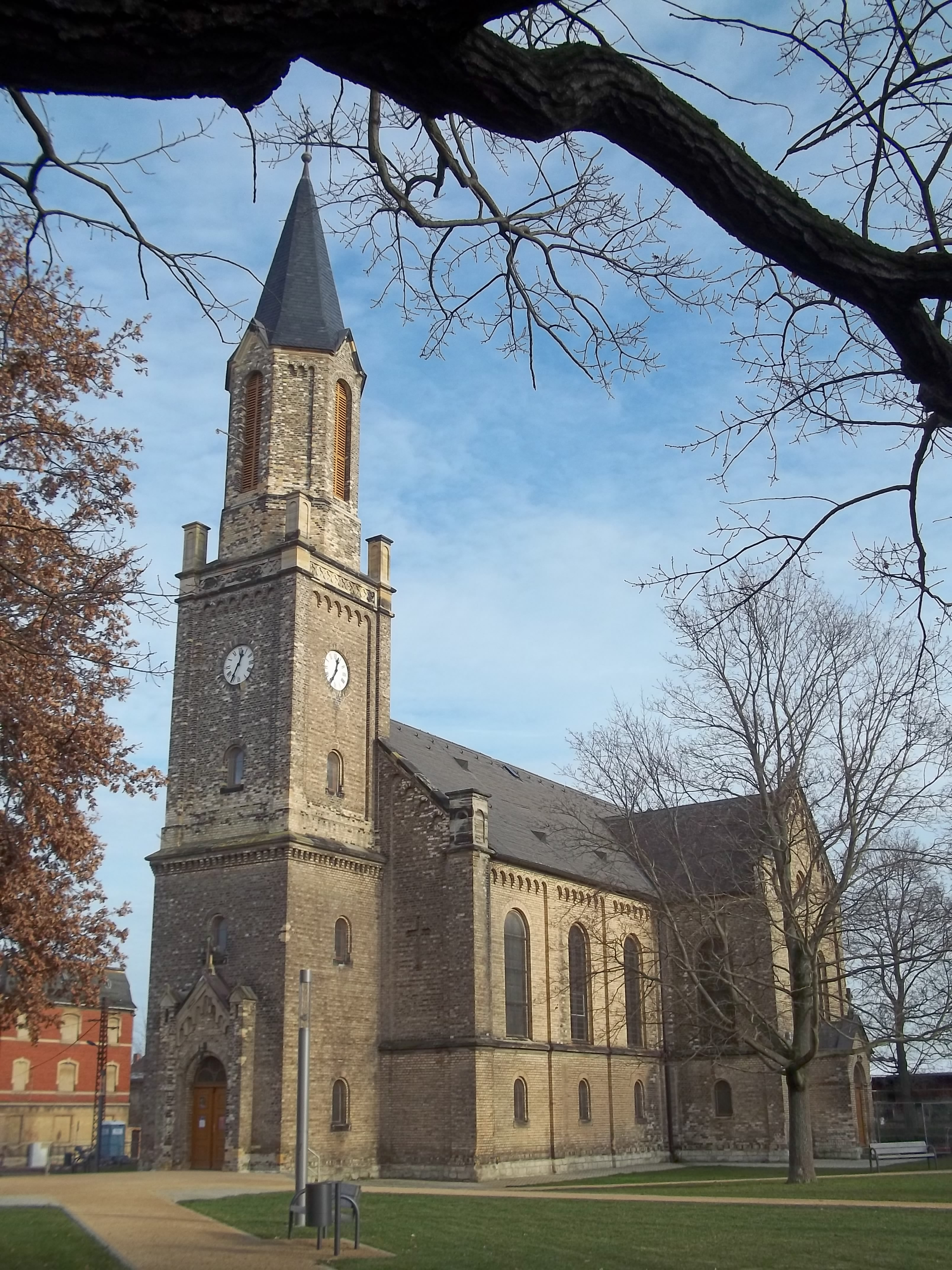
Kirche St. Johannis in Staßfurt-Leopoldshall

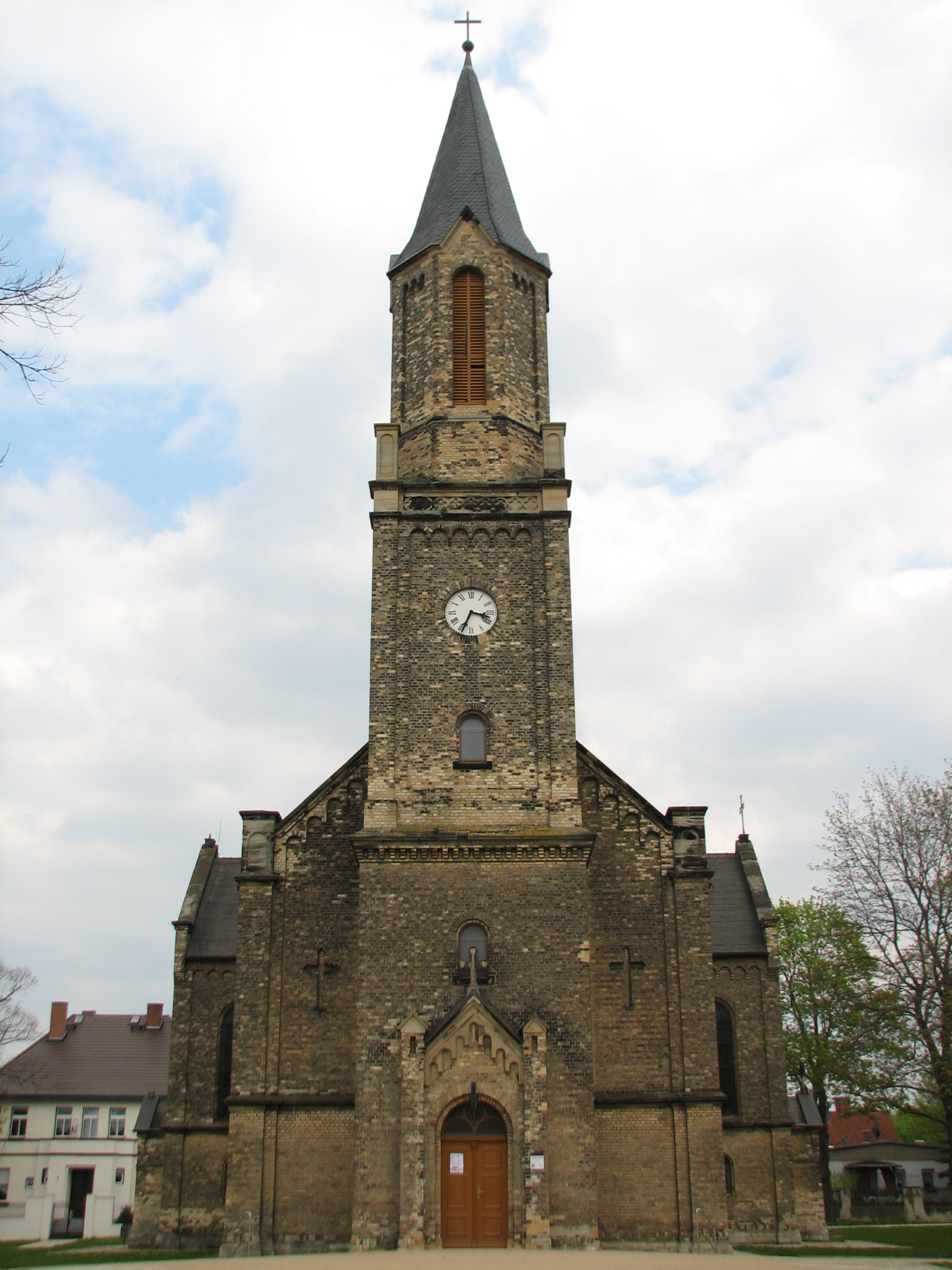
Kirchturm und Hauptportal

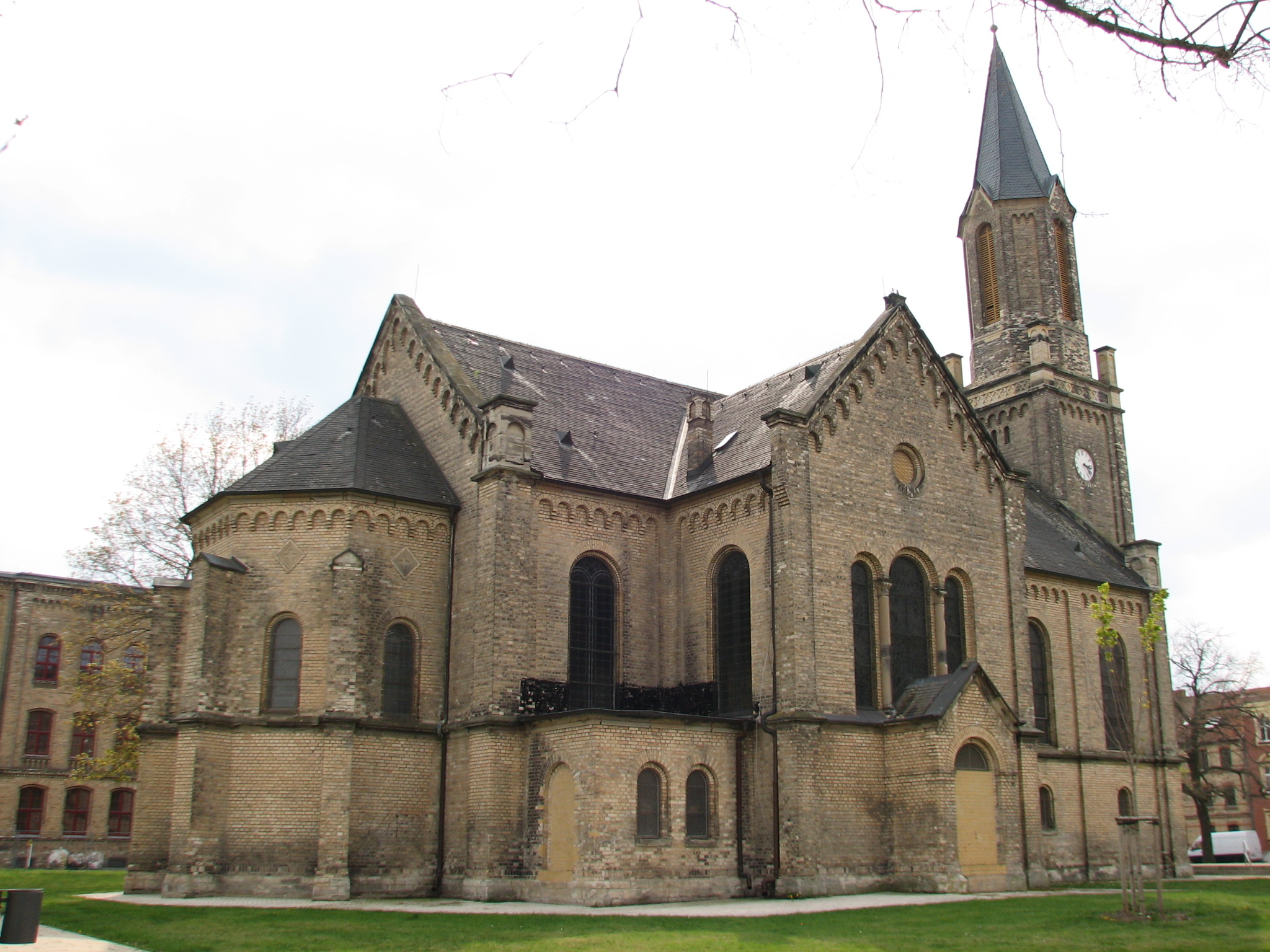
Rückansicht

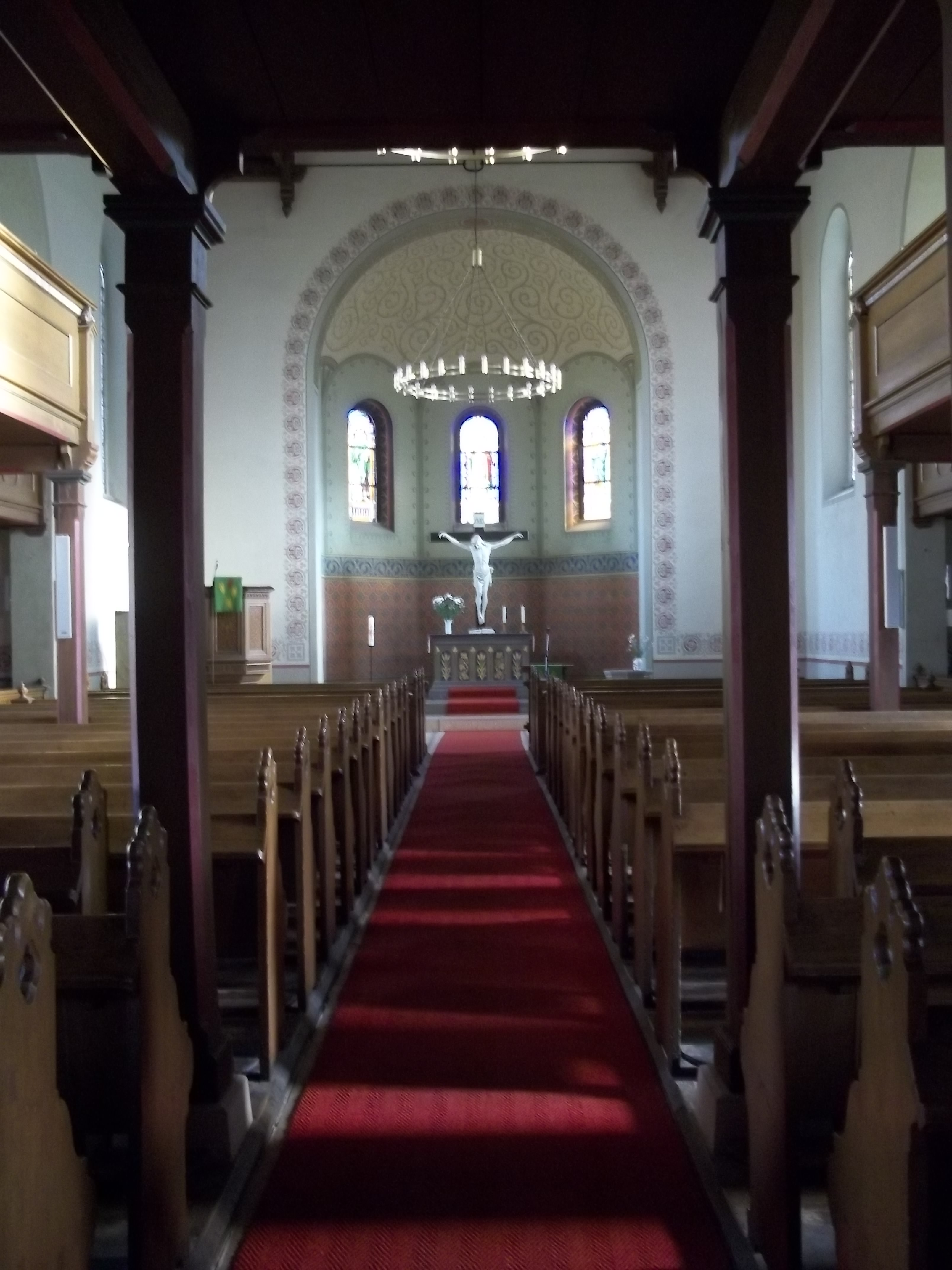
Blick vom Eingangsbereich zum Altar

Die Kirche St. Johannis ist das am 6. Februar 1876 geweihte evangelische Sakralgebäude in Leopoldshall, Ortsteil von Staßfurt in Sachsen-Anhalt. Die Kirchgemeinde gehört zur Evangelischen Landeskirche Anhalts.

## Geschichte
Die seit 1. Januar 1873 selbständige Gemeinde Leopoldshall zählte 1874 mehr als 2.000 Einwohner. Die Kirche sollte das Symbol für den neuen Ort werden. Mit ihr bezeugten die Neubürger ihren Willen, sesshaft und heimisch zu werden, was sie mit ergiebigem Spendenaufkommen bewiesen.
Der erste Spatenstich für das neuromanische Gotteshaus in Kreuzform und nach den Regeln des Eisenacher Regulativs mit einer Kirchturm-Höhe von 40,5 Metern (mit Knopf und Kreuz) erfolgte am 7. April 1874. Die Bauausführung stand unter der Leitung von Bauinspektor Schrader aus Bernburg sowie von Maurermeister Busse und Zimmermeister Kietz aus Leopoldshall.
Die Grundsteinlegung vollzog der Konsistorialkommissar, Generalsuperintendent und Oberkonsistorialrat Walther aus Bernburg am 28. Mai 1874. Für den Sakralbau waren 37.837 Taler, 18 Groschen und 10 Pfennige sowie für die Pfarre 7.402 Taler veranschlagt, wovon die Gemeinde ein Drittel übernahm sowie die Kosten von 1.588 Talern für den Baugrund trug. Die tatsächlichen Ausgaben für den Kirchenbau samt Einrichtungen betrugen 81.213,55 Mark.
Die Kirchweihe nahm am 6. Februar 1876 Carl F. Schneppel als erster Pfarrer dieser Kirche wahr und zelebrierte zugleich den ersten Gottesdienst.
Bei der Renovierung im Jahr 1960 wurden der Taufstein versetzt, die Kanzel-Verkleidung und Kirchenbänke entfernt sowie der Innenraum weiß ausgemalt (die Verzierungen und Engel wurden überstrichen).
Am Anfang der 1970er-Jahre knickte das Turmkreuz auf dem Turm um und musste entfernt werden. Um 1978 wurde der Turm mit Preolitschindeln gedeckt. Bei diesen Arbeiten wurde das Turmkreuz von einer Turmkugel ersetzt, die von der neuen Waldauer Kirche stammte. In den folgenden Jahren wütete Vandalismus: Fenster und Eingangstüren wurden zerstört und Orgelpfeifen gestohlen.
Nach dem Zweiten Weltkrieg und in der DDR-Zeit fehlten die Möglichkeiten zu bestandserhaltenden Bau-Maßnahmen, so dass im Laufe der Jahrzehnte ein bedrohlicher Sanierungsstau anwuchs.

## Jüngere Vergangenheit
Das Kirchengebäude wurde nach der Friedlichen Revolution in der DDR mit Hilfe von Fördermitteln von Bund und Land umfassend saniert: 1993 erfolgten die Dachsanierung mit Kunstschiefer und die Dämmung des Dachbodens, 1995 begann die Firma Schneemelcher die Fenstersanierung. Im Jahr 2001 wurde die Innenausmalung der Kirche mit Freilegung der alten Muster abgeschlossen.
Am 21. Oktober 2004 stürzte ein Gesimsstein vom Kirchturm. Daraufhin ergab die Turm-Untersuchung große Schäden am Sandstein und Schwammbefall im Turmdach. 2006 wurde der Turm saniert und dabei das Turmkreuz wieder aufgesetzt.

## Ausstattung

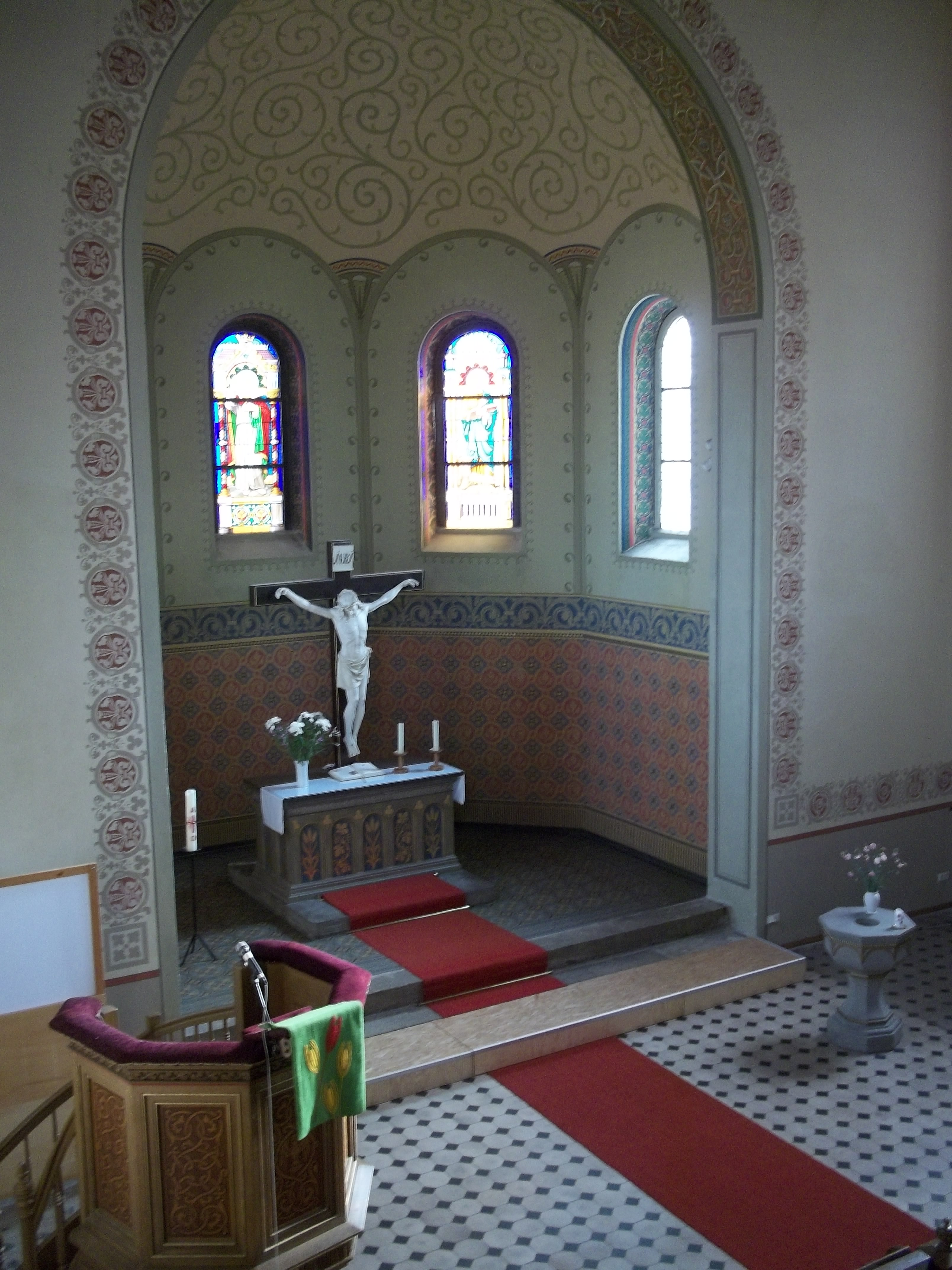
Blick von der Seiten-Empore auf Kanzel und Altar

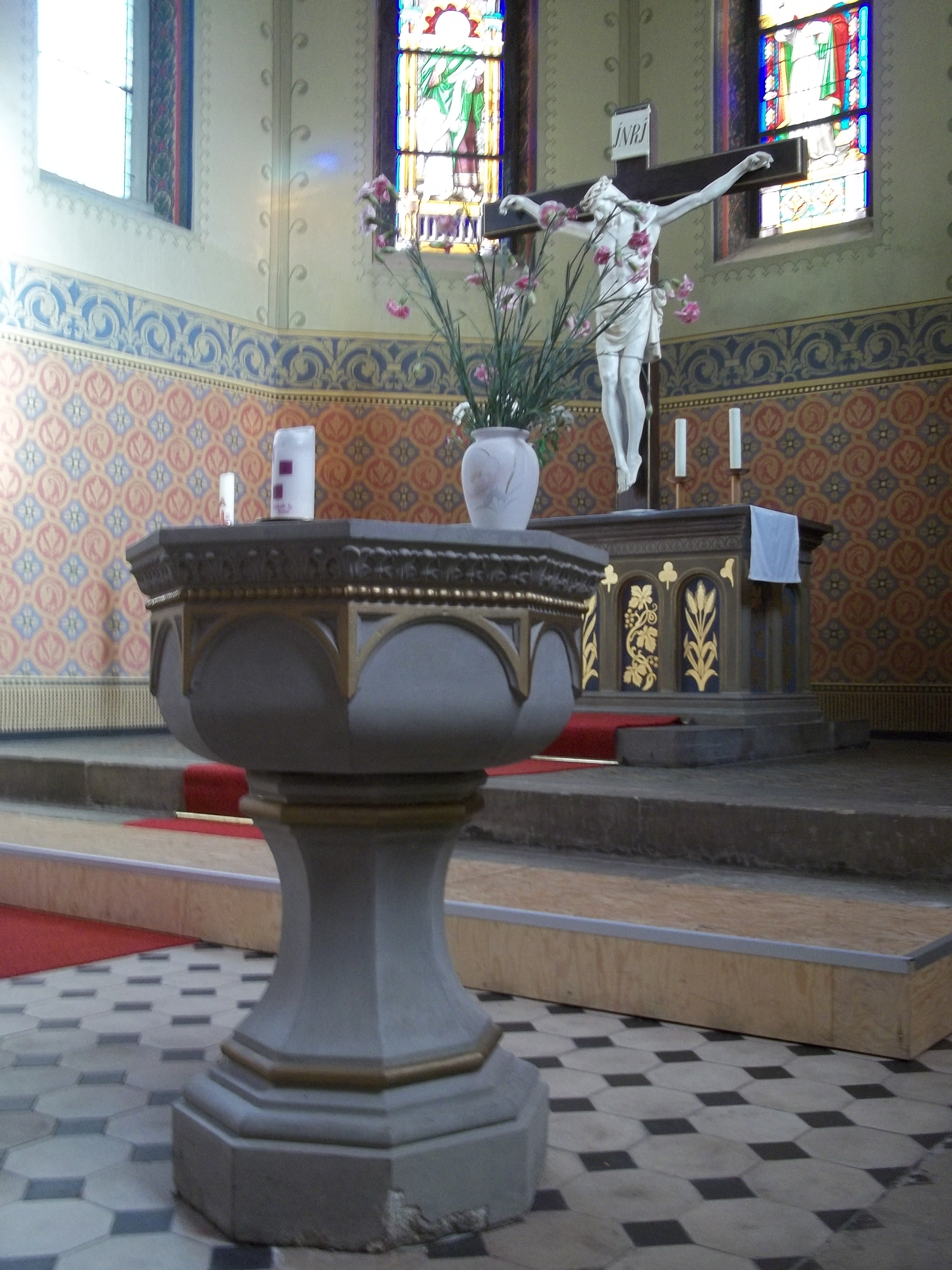
Taufstein, Altar und Kruzifix

Den Altar fertigte die Firma Freihold aus Aderstedt, den Taufstein das Unternehmen Kielhorn aus Bernburg und die Kanzel die Firma Hartung. Die Kirche hat – wohl auch aufgrund ihrer besonderen Holzdecke – eine herausragend gute Akustik.
Die fünf Fenster im Altarraum mit Glasmalerei-Porträts des Heilands und der vier Evangelisten fertigte die Glasmalerei Oidtmann in Linnich – drei sind erhalten geblieben: Christus, Lukas und Matthäus. Sie wurden von der Glaswerkstatt Schneemelcher in Quedlinburg restauriert und sind zu 90 Prozent original erhalten. Diese Werkstatt schuf im Auftrag der Kirchgemeinde 2021 nach originalen Vorlagen Repliken der zerstörten Bleiglasfenster mit den Abbildungen von Markus und Johannes; die Gesamtkosten dafür betrugen fast 24.000 Euro.
Im Vorraum der Kirche (= Eingang Kirchturm) sind acht Tafeln mit den Namen der 157 im Ersten Weltkrieg gefallenen Soldaten angebracht, die Mitglieder der Kirchgemeinde waren. Diese Gedenkhalle wurde am Totensonntag 1921 eingeweiht.
Dort steht auch das maßstabsgetreue Holz-Modell der Kirche, das als Spendenbüchse dient.

## Orgel
Die Orgel hat 2 Manuale und Pedal, 23 Register und rund 1.450 Orgelpfeifen. Sie wurde am 3. September 1876 geweiht.
Orgelbaumeister Nikol aus Dessau sollte sie für 7.708,88 Mark fertigen. Ein halbes Jahr nach der Kirchweihe konnte die in Dessau gefertigte Orgel am 31. August 1876 vom Hofkapellmeister Thiele abgenommen werden. Das Verhältnis zwischen Kirchgemeinde und Orgelbauer war beeinträchtigt, Pfarrer Schneppel wandte sich an das Konsistorium. Es folgte ein Prozess gegen Orgelbaumeister Nikol „wegen mangelhaft und nicht kontraktgemäß ausgeführter und vollendeter Arbeit“. Der Prozess wurde gütlich beigelegt und endete mit einem Vergleich vor dem Kreisgericht Bernburg am 20. März 1877.
In den Jahren 1962–1963 wurde die Orgel von der Orgelbaufirma Kühn aus Merseburg saniert und die Disposition verändert. Im Anschluss an die Kirchenrenovierung im Jahr 2000 nahm die Orgelbaufirma Kapischke und Friedrich aus Bernburg eine umfassende Sanierung und den Einbau eines neuen Blasebalgs vor.

## Geläut
Das ursprüngliche Glockengeläut aus drei Bronze-Kirchenglocken stammte aus der Glockengießerei Carl Friedrich Ulrich in Apolda, ihre Herstellung kostete 2.983 Mark. Deren Inschriften lauteten:
- Große Glocke (unterer Durchmesser 102 cm): Kommet, denn es ist alles bereit. Ehre sei Gott in der Höhe und Friede auf Erden.
- Mittlere Glocke (unterer Durchmesser 78 cm): Und den Menschen ein Wohlgefallen. Gott segne Leopoldshall.
- Kleine Glocke (unterer Durchmesser 67 cm): Lasset die Kindlein zu mir kommen. (Taufglocke)

Die Glocken hatten laut zeitgenössischer Überlieferung ein „dünnes“ Geläut, so dass man sich für neue Glocken entschied. Es wurde ein Glockenfonds eingerichtet und ein Aufruf zu Spenden in der Tagespresse veröffentlicht. Viele Bürger der Stadt Leopoldshall spendeten, 3.200 Mark kamen zusammen.
Die drei Glocken wurden von der Firma Schilling mit der Tonfolge e–gis–h in Apolda gegossen und am 29. Dezember 1911 geweiht. Sie trugen die Inschriften „Kommt es ist alles bereit“, „Gott segne Leopoldshall“ und „Lasset die Kindlein zu mir kommen“.
Diese Glocken mussten im Ersten Weltkrieg als Metallspende für Rüstungszwecke abgegeben werden. Sie wurden von Eisenhartguss-Glocken von Schilling & Lattermann ersetzt: eine Betglocke, eine Stadtglocke und eine Taufglocke. „Gott segne Leopoldshall“ steht auf der mittleren Glocke. Seit dem 12. Januar 1919 läuten sie im Kirchturm.
Die Glocken wurden jahrelang per Hand geläutet, da die elektrische Läute-Anlage defekt war. Anlässlich des 140-jährigen Jubiläums der Kirchweihe ging am 18. Juni 2016 eine neue elektrische Läute-Anlage in Betrieb.

## Pfarrer
Folgende Personen sind Pfarrer dieser Kirchgemeinde gewesen (mit Angabe der Amtszeit):
- Carl Franz Schneppel (1838–1882): 1875–1882
- Wolfgang Knaths (1840–1888): 1882–1888
- Wilhelm von Tiling (1844–1924): 1888–1896
- Julius Pietschker (1846–1899): 1893–1898
- Emil Baumecker (1866–1947): 1898–1934 – zuvor dort seit 1893 Diakon, zudem mehrfach gewählter Abgeordneter im Landtag des Freistaates Anhalt
- Rudolf Günther (1893–1943): 1933–1943
- Siegfried Hotzel (1894–nach 1945): 1934–1936
- Wolfgang Friedrich Sachse (1910–1961): 1936–1938
- Ernst-Joachim Zürch (1912–1980): 1938–1978
- Erich Baumgärtner (1894–1986): 1944–1951
- Martin Pfennigsdorf (1893–1971): 1951–1954
- Alfred Klonz (1912–1980): 1956–1957
- Karl-Hans Windschild (* 1927): 1957–1961
- Ernst Kleiß (* 1924): 1961–1989

sowie
- Vakanzvertretung bis Juni 2014: Renate Lisock
- seit Juni 2014: Kornelius Werner[15][16]

## Varia
- Ein großformatiges Foto der St.-Johannis-Kirche Leopoldshall zierte das Plakat, das für die Sonderausstellung 100 Jahre Stadtrecht Leopoldshall im Stadt- und Bergbaumuseum Staßfurt vom 27. Januar bis 29. Mai 2019 warb.[17]